# Ulrich Lind
Ulrich Lind, född 4 november 1942 i Heilbronn, är en före detta västtysk sportskytt.
Lind blev olympisk silvermedaljör i gevär vid sommarspelen 1976 i Montréal.